# Ademir da Guia
Ademir da Guia (Rio de Janeiro, 1942. április 3. –) brazil válogatott labdarúgó.

## Pályafutása

### Klubcsapatban
Rio de Janeiro-ban született. Édesapja Domingos da Guia szintén labdarúgó volt és tagja volt az 1938-as világbajnokságon részt vevő brazil válogatott keretének. Pályafutását a Bangu ifjúsági csapataiban kezdte, majd a felnőttcsapatban is bemutatkozhatott. Ezt követően a Palmeirashoz került, ahol 16 éven keresztül játszott. 1962 és 1977 között 901 mérkőzésen lépett pályára és 153 alkalommal volt eredményes, ezzel a Palmeiras történetének legtöbbször pályára lépő és a harmadik legtöbb gólt szerző játékosa. A Paulista állami bajnokságot és a brazil bajnokságot is egyaránt öt-öt alkalommal nyerte meg. 

### A válogatottban
1965 és 1974 között 9 alkalommal szerepelt a brazil válogatottban. Részt vett az 1974-es világbajnokságon.

## Sikerei, díjai
Palmeiras
- Paulista bajnok (5): 1963, 1966, 1972, 1974, 1976
- Brazil bajnok (5): 1967, 1967, 1969, 1972, 1973

## Külső hivatkozások
- Ademir da Guia – a FIFA adatbázisában
- Ademir da Guia adatlapja a National-Football-Teams.com oldalon (angolul)

- Ademir da Guia (francia nyelven). SambaFoot.com